# Catopuma
Catopuma je rod koček se dvěma druhy, kterými jsou kočka bornejská (Catopuma badia) a kočka Temminckova (Catopuma temminckii).
Jedná se o malé až středně velké kočky z jihovýchodní Asie.
Johnson et al. (2006) and Eizirik et al. navrhli na základě genetických výzkumů zahrnout oba zástupce tohoto rodu spolu s kočkou mramorovanou do rodu Pardofelis, Mezinárodní svaz ochrany přírody (IUCN) však na základě vlastních výzkumů tento návrh neakceptoval.